# Malika Kalontarova
Malika Yashuvaevna Kalontarova (em tajique:  Малика Қаландарова, em russo:  Мазол (Малика) Яшуваевна Калантарова; nascida no 2 de setembro de 1950) é uma dançarina judia tadjique–americana. Ela é conhecida como a "Rainha do Tajique e da Dança Oriental".

## Biografia
Kalontarova nasceu com o nome de Mazol ("Sorte", em judeu-tajique) em Duxambé, Tajiquistão, e é filha de Yashuva Kalontarov e Tamara Khanimova Kalontarova, ambos judeus bucaranos de Samarcanda, Uzbequistão. Cresceu numa família judia bucarana religiosa e ela é a mais jovem de suas 5 irmãs e 2 irmãos. O pai de Mazol, Yashuva, queria que ela se tornasse cabeleireira como suas outras irmãs, mas Malika recusou e ela queria se tornar uma dançarina. Seu pai mais tarde a deixou seguir a carreira de dançarina. Apesar de Kolontarova ter sido rebelde quando criança e ter grandes ambições, ela nunca esqueceu suas raízes, mesmo quando se tornou famosa. Quando ela cresceu na União Soviética e especialmente no Tadjiquistão ser judia era menosprezado, mas Malika sempre se identificou com orgulho como uma judia bucariana, afirmando que, ao ser famosa e admirada, não sentiu necessidade de esconder sua identidade judaica. “A maioria dos judeus [no Tajiquistão] diz que eles são tadjiques ou russos, porque os judeus não podem encontrar um bom emprego nem um bom salário”, diz ela, “mas, agora que sou famosa, não tenho medo. Eu digo, 'Eu sou judia.' " Kolontarova foi treinada em dança por Ghaffor Valamatzoda e Remziye Bakkal. Seu diretor de dança queria que ela mudasse o nome de Mazol para Malika; ele disse que Mazol soava "muito judeu" e Malika significa "Rainha" em árabe e Kolontarova dançava como uma Rainha.

## Carreira
Malika começou a sua carreira em 1965 com o Conjunto de Dança Estadual de Tajiquistão "Lola" e mais tarde passou a fazer parte do Conjunto de Música e Dança Song and Dance da Filarmônica do Tajiquistão em Duxambé. Desde o início, seus passos de dança estavam totalmente em sincronia com a música tradicional, sem precissar muito treinamento. Kolantarova tornou-se rapidamente numa das artistas mais famosas da União Soviética e da Ásia Central; ela se apresentou não somente na Ásia Central, mas em toda a União Soviética e na Ásia. Ela era bem conhecida por suas danças folclóricas, e as coreografias que ela desenvolviu tornaram-se parte da cultura artística da Ásia Central. Kolontarova excursionou e apresentou diferentes danças nacionais em países como Japão, Afeganistão, Espanha, Turquia, Rússia e Índia; enquanto na Índia, ela apareceu em alguns filmes de Bollywood na década de 1970, assim como filmes na indústria cinematográfica tadjique desde os anos 60 até a dissolução da União Soviética.

Kolontarova se casou com Ilyas (Ishaq) Gulkarov, um pandeiro de doira, judeu bucariano como ela, e além disso, premiado com o título honorífico o "Artista Homenageado do Tajiquistão". Os dois viajaram em turnê pela Europa, Ásia e por toda a União Soviética.

Kolontarova recebeu a maior homenagem da União Soviética quando foi nomeada Artista do Povo da URSS em 1984, tornando-se assim a única mulher do Tajiquistão a receber o título, depois de receber os prêmios de "Artista do Povo do Tajiquistão" em 1976 e "Artista Homenageada do Tajiquistão" em 1972. De acordo com Igor Moiseyev, coreógrafo e diretor de um renomado grupo de dança folclórica da URSS, Malika é "um milagre oriental" e "revolucionou a dança popular da Ásia Central".

### Emigração para os Estados Unidos
Após o colapso da URSS, Malika e sua família se mudaram para Queens, Nova Iorque, nos Estados Unidos em 1993 para escapar da turbulência da guerra civil no Tajiquistão e da pobreza no país. Na América, Kolontarova continuou sua carreira de dançarina abrindo a "Malika's International Dance School" para ensinar meninas a dançar.

## Vida privada
Kolontarova e seu marido Gulkarov moram hoje em Rego Park, um bairro do Queens habitado por cerca de 50.000 judeus bucaranos que ganhou o apelido de Queenistan.
Eles têm um filho, chamado Mark, uma filha, Samira, e três netos. A filha deles, Samira, também é dançarina e fez parte do elenco da companhia Bellydance Superstars. Samira foi designada do sexo masculino ao nascer e foi chamada Arthur. Mais tarde na vida, no entanto, ela foi submetida a cirurgia de confirmação de gênero (GRS) e teve seu nome mudado para Samira, e ela participou do concurso de beleza Miss International Queen, o maior concurso de beleza do mundo para mulheres transgêneras, com o nome Samira Sitara, no ano 2014. Ela recentemente começou uma carreira musical com o nome de Samira Mazol. As circunstâncias familiares relacionadas com à cirurgia de confirmação de gênero de Samira foram faladas no talk show "Пусть говорят" do Channel One Russia, e também foi revelado que Malika ajudou a pagar a cirurgia de confirmação de gênero de Samira e que ela sempre sonhou em ter uma filha.

## Filmografia
- 1961 - Зумрад -
- 1970 - Жених и невеста - Gulniora
- 1971 - Сказание о Рустаме -
- 1972 - Ураган в долине - Gultchekhra -Clipe do filme (em tajique) -
- 1984 - И еще одна ночь Шахерезады… -
- 1986 - Новые сказки Шахерезады -
- 1987 - Последняя ночь Шахерезады -
- 1989 - Шерали и Ойбарчин -

## Prêmios
- Artista do Povo da URSS, 1984
- Prêmio Estadual da RSS do Tajiquistão, 1984
- Artista do Povo da RSS Tadjique, 1976
- Artista Homenageada da RSSR Tadjique, 1972